# Blauwe reeks
De Blauwe Reeks is een reeks van in totaal acht Suske en Wiske-verhalen die Willy Vandersteen in de periode 1948 tot 1959 speciaal voor het stripweekblad Kuifje maakte.

## Achtergronden
In 1948 werd Vandersteen door Hergé − de bedenker van onder meer de stripfiguur Kuifje en de bijbehorende reeks − gevraagd om de verhalen van Suske en Wiske ook in het weekblad Kuifje te publiceren. De Nederlandstalige editie van dit blad verkocht namelijk niet zo goed als de Franstalige, en daarom wilde Hergé de populairste Vlaamse striptekenaar aannemen. Vandersteen moest zijn tekenstijl echter wel vrij grondig aanpassen en ook wat realistischer plots bedenken. De betreffende verhalen werden na publicatie in het stripblad uitgegeven in de zogeheten blauwe reeks, ter onderscheiding van de rode reeks.
De verhalen uit de blauwe reeks werden in eerste instantie geheel los van de reguliere rode reeks met een blauwe omslag uitgegeven, vandaar de benaming. Later zijn ze in aangepaste vorm alsnog opgenomen in de Vierkleurenreeks (de voortzetting van de rode reeks), waarbij de meeste verhalen met enkele pagina's zijn ingekort om aan het standaardformaat van 58 pagina's te voldoen. In de periode 1993-1999 zijn ze in hun oorspronkelijke vorm opnieuw uitgebracht in de reeks Suske en Wiske Klassiek. In 2020 verschenen de albums uit deze reeks in twee integrale edities.
Vandersteen zou zelf in totaal acht Suske en Wiske-verhalen tekenen voor het blad. Daarna kreeg hij onenigheid met Hergé, waarop hij stopte met het werken aan verhalen voor Kuifje (zie verder #Einde van de oorspronkelijke serie (1959)).
Deze acht verhalen van Vandersteen worden door veel vaste lezers van de strip tot de beste uit de reeks gerekend.

## Belangrijkste verschillen met de rode reeks

### Drie hoofdpersonages
Hergé verlangde van Vandersteen dat de Suske en Wiske-verhalen die in Kuifje zouden verschijnen, minder volks waren dan de verhalen die in de kranten De Standaard en Het Nieuwsblad verschenen. Dit betekende onder meer dat drie van de vaste hoofdpersonages − tante Sidonia, professor Barabas en Jerom − niet in deze verhalen aanwezig mochten zijn. In verhalen bedoeld voor Kuifje was namelijk geen plaats voor al te absurde figuren.
Wiskes popje Schanulleke komt nog wel voor in het eerste verhaal uit de blauwe reeks, Het Spaanse spook, maar verdwijnt hierna zonder aanwijsbare reden.

### Metamorfose van de hoofdpersonages
Suske en Wiske ogen in de blauwe reeks-verhalen wat volwassener en vooral anatomisch volmaakter dan in de rode reeks. Wiske krijgt in het bovengenoemde eerste verhaal krulletjes als gevolg van een betovering door de heks Alwina. Haar karakteristieke staartje met rode strik dat ze in de andere verhalen steil boven op haar hoofd draagt, is hier vervangen door een knotje. Suske en Wiske gedragen zich in de blauwe reeks veel minder als echte kinderen. Ook maken ze hier vrijwel nooit ruzie met elkaar, wat in de rode reeks soms heel anders is.
Lambik werd ten opzichte van zijn rol in de rode reeks vooral een stuk intelligenter, al bleef hij ook hier geregeld voor lachwekkende situaties zorgen. Ook verloor hij wat van zijn onhandigheid en blijkt hij ineens over allerlei onverwachte talenten te beschikken. Zo blijkt hij in deze verhalen soms opeens een begenadigd schermer (De Tartaarse helm), chirurgijn (Het gouden paard), ufo-jager (De gezanten van Mars) of duiker (De bronzen sleutel) te zijn. Verder kreeg Lambik in de blauwe reeks vooral een anatomisch veel correcter en heldhaftiger uiterlijk. Over het algemeen is hij hier vooral de held en in feite meer de hoofdpersoon dan de naamgevers van de strip, Suske en Wiske. Van Lambiks typische arrogante karaktertrekje waarmee hij zich in de rode reeks vaak tot ergernis van velen onterecht op een voetstuk plaatst, komt in de blauwe reeks juist nooit iets terug.
Verder zijn de drie hoofdpersonen ontdaan van hun volkse achtergrond. Hun levenswijze is zelfs uitgesproken elitair: ze bewonen een villa aan de Côte d'Azur en hebben hobby's als schermen en tennissen. Suske en Wiske wonen in deze reeks in bij Lambik (in de rode reeks is dit bij tante Sidonia).

### Aangepaste vaste verhaalelementen
De verhalen mochten daarnaast niet al te surrealistisch zijn. Daarom was er zowel voor professor Barabas als voor diens teletijdmachine geen plaats. Deze zijn in twee verhalen vervangen door een extra bijpersonage: de hypnotiseur Priem. Magie, mythologie en andere vormen van sciencefiction dan de tijdmachine spelen anderzijds wel een rol, net als in de oorspronkelijke hoofdreeks.

### Historische en eigentijdse settings
Hoewel de teletijdmachine al in het eerste Suske en Wiske-album, Op het eiland Amoras, wordt geïntroduceerd, kan deze aanvankelijk niet gebruikt worden om door de tijd te reizen. In de verhalen uit de blauwe reeks komt deze uitvinding niet voor, maar vormt tijdreizen anderzijds juist een zeer belangrijk thema in deze verhalen. Suske, Wiske en Lambik worden dan ook op verscheidene manieren, zoals ook het geval was in de oudste verhalen uit de rode reeks, naar het verleden gestuurd. In De Tartaarse helm en De schat van Beersel gebeurt dit bijvoorbeeld door middel van hypnose, en in Het Spaanse spook door middel van magie. In De groene splinter is sprake van een prehistorisch gebied dat te bereiken is door onder de grond te reizen. Het geheim van de gladiatoren en Het gouden paard zijn beide vanaf het begin van het verhaal simpelweg in een bepaald historisch tijdperk gesitueerd, waar de personages vanzelfsprekend onderdeel van uit lijken te maken.
De bronzen sleutel en De gezanten van Mars spelen zich daarentegen af in de tijd waarin deze verhalen zelf gemaakt werden.

## Einde van de oorspronkelijke serie (1959)
Het gouden paard (1958-59) zou het laatste verhaal worden dat Vandersteen nog voltooide voor Kuifje. Dit verhaal is in de oorspronkelijke blauwe reeks nooit in albumvorm uitgekomen. Wel werd het ruim tien jaar later opgenomen in de toen inmiddels lopende Vierkleurenreeks, in verkorte vorm. De volledige versie van Het gouden paard verscheen in 1987 voor het eerst alsnog in een bibliofiele uitgave. In 1997 werd dit verhaal, samen met veel andere, opnieuw integraal uitgegeven in Suske en Wiske Klassiek zoals het tientallen jaren eerder in het weekblad Kuifje was verschenen, inclusief een blauwe kaft.
Vandersteen begon na het voltooien van Het gouden paard nog aan De sonometer, dat het achtste Suske en Wiske-verhaal voor Kuifje had moeten worden. Niet lang daarna, in 1959, hield de samenwerking tussen hem en Hergé echter op. Bijgevolg heeft Vandersteen De sonometer nooit zelf afgemaakt. Van dit verhaal resteren van Vandersteens eigen hand enkel een paar schetsen.
Dat Vandersteen stopte met het werken voor Kuifje had meerdere redenen. Hij en Hergé hadden inmiddels onenigheid, en Vandersteen was zelf inmiddels wat uitgekeken geraakt op de Suske en Wiske-verhalen die hij speciaal voor Hergé moest maken. Verder was hij nu druk bezig met het opstarten van nieuwe succesvolle series, waaronder Bessy, 't Prinske en Jerom (een van de eerste spin-offs van de Suske en Wiske-hoofdreeks). Inkter Karel Boumans had inmiddels ook zijn medewerking aan Studio Vandersteen opgezegd, wat een forse aderlating betekende. Mogelijk heeft hier ook nog meegespeeld dat de Suske en Wiske-verhalen inmiddels bij het grote publiek zó populair waren, dat Hergé zich hierdoor zelf achtergesteld begon te voelen.

## Uitgaven

### Individuele verhalen, achtergronden
- Het Spaanse spook werd niet zoals de andere verhalen in de blauwe reeks uitgegeven met een blauwe omranding, maar met een tekening die de gehele voorpagina vulde. Om die reden kreeg het in de blauwe reeks niet nummer 1, maar nummer 0.
- Het geheim der gladiatoren werd oorspronkelijk in Kuifje gepubliceerd onder de titel Goud voor Rome en kreeg toen het als album verscheen de huidige titel, die was vertaald uit het Frans.

### Heruitgave in de Vierkleurenreeks
De acht oorspronkelijk door Vandersteen voor Kuifje  voltooide verhalen zijn in de periode 1969-1974 in de Vierkleurenreeks opgenomen; hiervoor werd de gewijzigde tekenstijl gedeeltelijk aan de rode reeks aangepast. Omdat de verhalen uit de blauwe reeks over het algemeen langer waren dan de reguliere Suske en Wiske-verhalen, zijn de meeste − met uitzondering van Het Spaanse spook, dat in 1974 tevens als laatste verhaal opnieuw in de Vierkleurenreeks uitkwam − ingekort opgenomen in de Vierkleurenreeks, waarin elk album standaard 58 pagina's telde. Hiervoor werden noodgedwongen de verhaallijnen soms licht aangepast, verlopen bepaalde scènes schijnbaar onlogisch, of wordt er verwezen naar zaken of gebeurtenissen die duidelijk elders in het verhaal voorkomen, maar hier nergens te zien zijn.

### Bibliofiele heruitgave
In 1983 en 1984 werden 6 van de 7 albums die in de blauwe reeks waren verschenen bibliofiel heruitgeven.

### Heruitgave inSuske en Wiske Klassiek
In de periode 1993-1999 zijn de verhalen die oorspronkelijk in de blauwe reeks waren verschenen alsook Het gouden paard, in hun integrale versie alsnog opgenomen in Suske en Wiske Klassiek. De uitgaven uit de reeks Suske en Wiske Klassiek werden in 2010 opnieuw uitgebracht in een bundeling genaamd De meesterwerken van Willy Vandersteen, uitgegeven voor een actie van Het Laatste Nieuws.

### Heruitgave inSuske en Wiske Classics
In de periode 2017-2019 zijn de verhalen opgenomen in de reeks Suske en Wiske Classics. Enkele verhalen werden in de ingekorte versie uit de rode reeks opgenomen, terwijl andere in hun integrale versie werden opgenomen.

### Heruitgaves in 2020
In 2020 werden de acht verhalen die in Kuifje verschenen tweemaal heruitgeven. Een eerste heruitgave omvatte twee bundelingen van telkens vier verhalen met achtergrondinformatie genaamd "Blauwe reeks integraal". Later tijdens hetzelfde jaar werden de acht verhalen nogmaals heruitgegeven als een reeks albums voor een actie voor het weekblad Humo. Het uitgeven gebeurde deze keer met een vernieuwde harde kaft en een herziene inkleuring.

## Hommage-albums (vanaf 2020)
In 2020 is er begonnen met een soort doorstart voor de blauwe reeks in de vorm van enkele hommage-albums. Dirk Stallaert tekende aan de hand van een scenario van François Corteggiani, op vraag van Standaard Uitgeverij, eerst een eigen volledige versie van De sonometer, ter gelegenheid van de 75e verjaardag van de Suske en Wiske-strip. Hierna tekende Stallaert tot nu toe ook De verdwenen joker (2022) en Onrust in Montmartre (2024). De scenario's voor deze twee nieuwe verhalen zijn gemaakt door Ronald Grossey.
Deze nieuwe hommage-verhalen zijn tot nu toe gemengd ontvangen. Over het algemeen is men vooral positief over de tekenstijl van Stallaert, die de oorspronkelijke stijl van Vandersteen goed of zelfs bijna perfect zou benaderen. De verhaallijnen en de karakters van de diverse personages worden daarentegen erg wisselend beoordeeld; deze zouden te sterk afwijken van de verhalen uit de oorspronkelijke blauwe reeks, en daarnaast hier en daar te vergezocht zijn.